# Liber Aneguemis
El Liber Aneguemis (en español, Libro de las leyes), también conocida como Liber Vaccae o Activarum Liber Institutionum, es una obra latina de magia natural práctica del siglo XII-XIII, atribuida originalmente a Platón. Es uno de los grimorios más antiguos conocidos y que sirvió de inspiración para otros posteriores y tratados de Alquimia.

## Origen
El Liber Aneguemis se basa en la traducción de la obra árabe del siglo IX titulada Kitab an-nawamis ( كتاب النواميس), que supuestamente era la traducción árabe, atribuida a Hunayn ibn Ishaq (حنين بن إسحاق العبادي), de un texto helenístico que habría si originalmente escrito por Platón; siendo sin embargo, actualmente considerada falsa la relación con el filósofo griego, cuyo nombre fue aplicado como un simple recurso para dotar de autoridad a la obra. De alguna manera, traducir el Kitab an-nawamis al latín fue una empresa compleja y donde la búsqueda de conceptos y palabras equivalentes de la realidad árabe a la occidental no siempre fue exitosa, dando lugar a párrafos ambiguos.

## Contenido
Este libro se divide en dos partes: liber maior (El libro mayor) y liber minor (El libro menor).
El libro mayor trata de recetas para adquirir poderes (invisibilidad, adivinación, dominio de los fenómenos naturales, transformación, entre otros) y para la creación artificial de entidades vivientes híbridas, todo a partir de sustancias que incluyen preparados minerales, fluidos orgánicos (como el esperma y la sangre) y restos corporales de hombres y animales, empleándose, además, envases de vidrio y de metal dentro de un laboratorio mágico.
El sobrenombre de Liber Vaccae está en relación a un par de experimentos de El libro mayor, uno donde se crea una entidad humanoide empleándose una vaca (o en su defecto, una oveja), esperma humano, sangre animal y componentes alquímicos, y otro donde, a partir del sacrificio de una vaca, se procede a la fabricación de abejas. Es común ver en la obra cómo el cuerpo de los animales se convierte en una suerte de destilador, tras devorar otros animales, dando lugar a una refinación paulatina del producto mágico, como es el caso del experimento para atraer la lluvia, y donde un perro previamente preparado se le hace devorar un cuervo, para luego ser cocido y así obtener vapores que permitirán alcanzar tal fin.
El libro menor, por su parte, trata sobre el asunto de las ilusiones ópticas y la creación de artefactos para lograrlo.
Es probable que Liber Aneguemis también haya sido llamado De proprietatibus membrorum animalium (en español, Sobre las propiedades de los miembros animales), a juzgar por las menciones de experimentos similares en escritos medievales, aunque hay la posibilidad de que este último sea otra obra de temática similar y que no llegó a nuestros días.